# Coenocharopa parvicostata
Coenocharopa parvicostata är en snäckart som beskrevs av Stanisic 1990. Coenocharopa parvicostata ingår i släktet Coenocharopa och familjen Charopidae. Inga underarter finns listade i Catalogue of Life.